# میبلتون (جورجیا)
میبلتون (به انگلیسی: Mableton) یک منطقهٔ مسکونی در ایالات متحده آمریکا است که در شهرستان کاب، جورجیا واقع شده‌است. میبلتون ۵۳٫۷ کیلومتر مربع مساحت و ۳۷٬۱۱۵ نفر جمعیت دارد و ۲۹۸ متر بالاتر از سطح دریا واقع شده‌است.